# Whopper

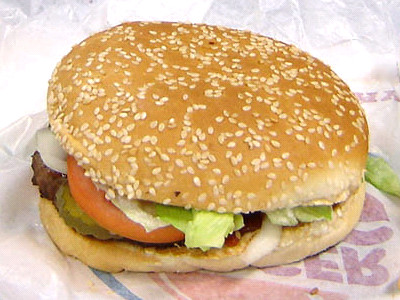
Der Whopper von Burger King.

Der Whopper (englisch für Riesending oder Mordsding) ist eine Burger-Variante der Fast-Food-Kette Burger King. Er wurde 1957 von James McLamore und David Edgerton erfunden und zu dieser Zeit in den USA für 37 Cent (entspricht circa einem Preis von 3,56 $ im Jahr 2025) verkauft.

## Zutaten und Zubereitung
Seine Zutaten sind eine 113,4-Gramm-Scheibe (ein Viertelpfund) Rinderhackfleisch, Buns mit Sesamkörnern, Tomaten, Salat, Mayonnaise, Ketchup, saure Gurken sowie Zwiebeln. Die Zutaten sind, wie bei Fast-Food-Ketten üblich, genormt. So muss beispielsweise die Rinderhackscheibe einen Fettgehalt von genau 20 % aufweisen und in 40 Sekunden zubereitet sein.
Die Hackfleischscheibe wird auf einem Gitter durch einen Ofen gefahren, über offener Flamme gegrillt und fällt am Ende in eine Auffangschale. Laut Vorschrift soll er immer frisch nach der Bestellung zubereitet werden.

## Nährwerte
Die folgenden Nährwerte beziehen sich auf die offiziellen Angaben von Burger King Deutschland, Stand 2020.
| Portionsgröße | Brennwert          | Eiweiß | Fett   | Kohlenhydrate | Fettsäuren | Ballaststoffe | Salz  | Wasser  |
| ------------- | ------------------ | ------ | ------ | ------------- | ---------- | ------------- | ----- | ------- |
| 287 g         | 2564 kJ (613 kcal) | 27,1 g | 33,5 g | 49,5 g        | 24,3 g     | 3,9 g         | 2,3 g | 146,4 g |

## Variationen
Bei der Bestellung des Whoppers gibt es zahlreiche Auswahlmöglichkeiten, zum Beispiel kann eine zusätzliche Hackfleischscheibe hinzugefügt werden, oder der Whopper wird ohne Gewürzgurken bestellt.
Weitere Whopper sind der Double Whopper mit zwei sowie der Triple Whopper mit drei Rinderhackscheiben, der Whopper Cheese mit einer zusätzlichen Scheibe Käse, der Original Whopper Jr. und der Chicken Whopper mit Hähnchenfleisch. Der Original Whopper Jr. besteht aus denselben Zutaten wie der Original Whopper, jedoch unterscheidet sich die Größe des Hamburgers sowie die des Sesambrötchens. Bis 1993 wurde der Original Whopper Jr. ausschließlich ohne Zwiebeln verkauft.

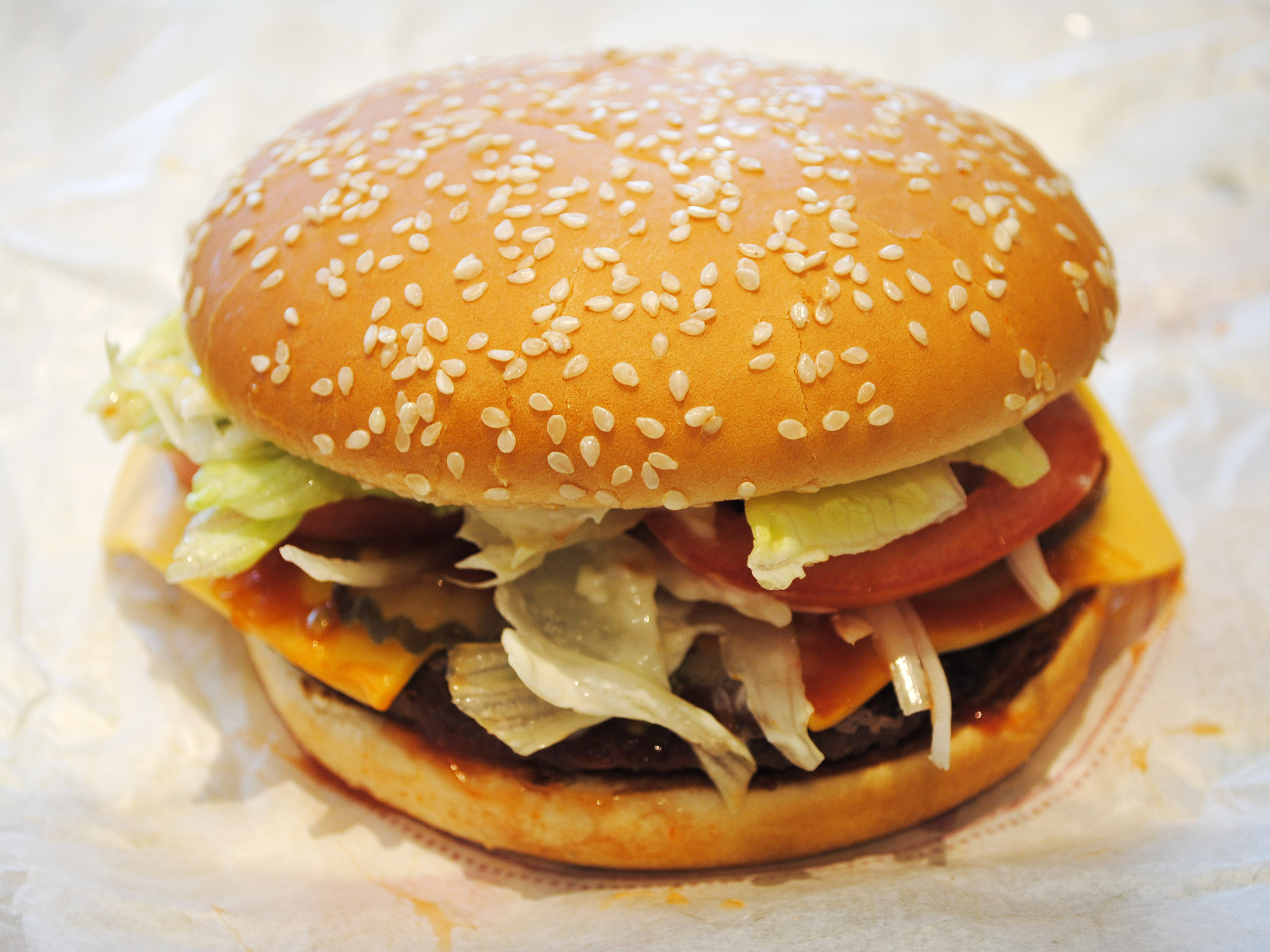
Eine Version des Whoppers mit Käse.

Außerdem gibt es Aktionen, zu denen Whopper-Variationen angeboten werden, wie den Angry Whopper während der „Angry Weeks“. Dieser enthielt zusätzlich Röstzwiebeln und Jalapeños. Im April 2016 erschien in Deutschland eine rote Variante des Whoppers, der Angriest Whopper, der ebenfalls Jalapeños und eine scharfe Sauce enthält. Zusätzlich wurde das Brötchen des Spezialburgers mit Chili gebacken, das dem Angriest Whopper seine rote Farbe verleiht. Darüber hinaus sind nach Bedarf viele verschiedene individuelle Varianten möglich.
Rebel Whopper
Ende 2019 nahm Burger King unter dem Slogan „100% Whopper, 0% Beef“ eine fleischlose Whopper-Variante, den sogenannten Rebel Whopper, in das Sortiment. Das hauptsächlich aus Soja bestehende Patty wird von der niederländischen Firma The Vegetarian Butcher bezogen. Die weiteren Hauptbestandteile des Patties sind Weizen, Pflanzenöl, Kräuter und Zwiebeln. Burger King bewirbt diese Variante des Whoppers als fleischlos, gleichwohl nicht als vegetarisch. Das fleischlose Patty für den Rebel Whopper wird gemeinsam mit den herkömmlichen Rinderpatties auf demselben Grill gebraten. Dadurch kann es zu einer Kreuzkontamination mit Rinderfett kommen, weshalb der Rebel Whopper streng betrachtet weder vollkommen vegetarisch noch vegan ist. Auch wenn es sich um eine fleischlose Alternative handelt, erwähnt Burger King Schweiz auf der Produktseite des Rebel Whoppers sogar explizit „Nicht für Vegetarier oder Veganer geeignet“. Das US-amerikanische Pendant für den Rebel Whopper ist der sogenannte Impossible Whopper, der in den Vereinigten Staaten so erfolgreich wurde, dass er Ende 2019 fester Bestandteil des Standard-Sortiments aller Burger-King-Filialen wurde. Das ebenfalls fleischlose Patty des Impossible Whoppers wird vom amerikanischen Start-up Impossible Foods bezogen.

## Weitere Wortbedeutungen
Das englische Wort Whopper hat weitere Bedeutungen. Im amerikanischen Englisch bedeutet es unter anderem „faustdicke Lüge“. Im Backgammon bezeichnet man einen besonders schlechten Zug als Double Whopper.